# Уильям де ла Поль (рыцарь)
Уильям де ла Поль (англ. William de la Pole; около 1478 — после октября 1539) — английский рыцарь, один из младших сыновей Джона де ла Поля, 2-го герцога Саффолка, и английской принцессы Елизаветы Йоркской, племянник королей Англии Эдуарда IV и Ричарда III. Обладая бо́льшими правами на английский престол, чем король Генрих VII, он 37 лет провёл в заключении в Тауэре, став последним представителем английского рода де ла Полей.

## Происхождение
Уильям происходил из английского рода де ла Полей. Его дед, Уильям де ла Поль, 4-й граф Саффолк, был важной фигурой при дворе короля Генриха VI, став во второй половине 1440-х годов фактическим правителем Англии, получив в 1444 году титул маркиза Саффолка, в 1447 году — графа Пембрука и должность адмирала Англии, а в 1448 — герцога Саффолка. Но после окончательного поражения Англии в Столетней войне вина за военные неудачи была возложена именно на Уильяма. В 1450 году он был смещён со всех должностей, его владения были конфискованы. Сам он был приговорён к изгнанию, но корабль, на котором плыл Уильям, был перехвачен, после чего Саффолк был убит. Наследник Уильяма, Джон де ла Поль, в момент убийства отца был несовершеннолетним. Хотя ему позволили унаследовать владения и титулы отца, но есть сообщения о том, что в 1460 году его титул понизили до графского. В 1458 году Джон женился на Елизавете Йоркской, дочери герцога Ричарда Йоркского и сестре будущих королей Эдуарда IV и Ричарда III и стал во время войны Алой и Белой розы поддерживать йоркистов. После того как в английскую корону захватил Эдуард IV, в 1463 году был подтверждён герцогский статус Джона. Он не участвовал в битве при Босуорте, в которой погиб Ричард III, после чего королём стал Генрих VII. В итоге Джон сохранил свои владения и титул герцога Саффолка. Он умер в 1492 году.
Все дети, родившиеся в браке Джона де ла Поля и Елизаветы Йоркской, обладали более значимыми правами на английский престол, что предопределило недоверие к ним короля Генриха VII.

## Биография
Уильям родился около 1478 года и был одним из младших сыновей Джона де ла Поля, 2-го герцога Саффолка, и Елизаветы Йоркской. В 1497 году он был посвящён в рыцари. В 1497—1501 годах Уильям был комиссаром по поддержанию мира в Кенте, а в 1498—1501 года — в Линкольншире. В 1498 году он также был комиссаром канализаций.
Около 1497 года Уильям женился на Кэтрин Стортон, дочери Уильяма Стортона, 2-го барона Стортона, вдове Грей, Генри, 4-й барон Грей из Коднора. Жена была его намного старше, поэтому мотивы, судя по всему, были финансовыми: де ла Поли были достаточно бедны, а Кэтрин по завещанию первого мужа была достаточно хорошо обеспечена. Правда семьи и до этого были достаточно близки — одна из сестёр Уильяма вышла замуж за Уильяма Стортона, 5-го барона Стортона, брата Кэтрин.
Генрих VII с подозрением относился к братьям де ла Полям. Старший из них, Джон, граф Линкольн в 1484 году фактически стал наследником своего дяди Ричарда III. Он восстал в 1487 году против нового короля и погиб в битве при Стоук-Филде. Следующий по старшинству брат, Эдмунд де ла Поль, смог унаследовать отцовские владения, однако он был вынужден в обмен согласиться на понижение титула до графского — в том числе и по той причине, что он не обладал достаточным богатством, чтобы поддерживать статус герцога. Однако в 1501 году он вместе с младшим из братьев, Ричардом, бежал из Англии ко двору императора Священной Римской империи Максимилиана I. Они были обвинены в заговоре против короля и были объявлены вне закона. Хотя Уильям, судя по всему, не был замешан в заговоре, но Генрих VII предпочёл не рисковать и в 1502 году по его приказу де ла Поля арестовали. При этом в 1504 году он был вместе с братьями избран в английский парламент, созванный в январе 1504 года. Он назван «Уильям Поль из Уингфилда, рыцарь».
Остаток своей жизни Уильям провёл в заключении в Тауэре (в общей сложности 37 лет). Он умер там после октября 1539 года. Детей у Уильяма не было. Поскольку все его братья умерли раньше, не оставив сыновей, то после смерти Уильяма род де ла Полей угас.

## Брак
Жена: с около 1497 Кэтрин Стортон (умерла 25 ноября 1521), дочь Уильяма Стортона, 2-го барона Стортона, вдова сэра Уильяма Беркли из Беверстона (Глостершир) и Генри Грея, 4-го барона Грея из Коднора. Детей от этого брака не было.